# 伯納迪塔·卡塔拉
伯納迪塔·莱昂尼多·卡塔拉（英語：Bernardita "Bernie" Leonido Catalla，1958年2月18日—2020年4月2日），是一名菲律宾外交官。她曾經擔任菲律宾驻香港总领事和驻黎巴嫩大使。
卡塔拉在1993年加入菲律宾外交部，曾經先后被派驻到东南亚国家联盟、驻马来西亚大使馆和驻印尼大使馆。2014年至2017年，她是菲律宾驻香港总领事。担任总领事期间，卡塔拉成功帮助在港菲傭争取禁止雇主要求菲傭进行高危的工作如清潔窗戶。
2017年，她成为驻黎巴嫩大使。2020年4月2日凌晨，她在贝鲁特因患上2019冠狀病毒病而病逝。